# 費蘭度·盧比斯·艾簡泰拿
費蘭度·盧比斯·艾簡泰拿（Fernando Lopes Alcântara，1987年3月28日—），生於巴西薩爾瓦多，巴西足球運動員，司職中堅，現效力香港超級聯賽球會標準流浪。
他是前香港甲組足球聯賽神射手法比奧及盧比斯的胞弟。

## 球員生涯
2009年1月，費蘭度曾經加盟香港甲組足球聯賽球會南華。南華班主羅傑承表示因踢法不合球隊需要，費蘭度在只曾正選上陣2次的情況下，便被南華提前解約。
2011年8月13日，四海流浪宣布羅致費蘭度。

## 外部連結
- Fernando Alcântara （页面存档备份，存于） at Sambafoot
- Fernando Alcântara at TheFinalBall
- Fernando Alcântara at Scoresway